# I. e. 200-as évek
Évszázadok: i. e. 4. század – i. e. 3. század – i. e. 2. század
Évtizedek: i. e. 250-es évek – i. e. 240-es évek – i. e. 230-as évek – i. e. 220-as évek – i. e. 210-es évek – i. e. 200-as évek – i. e. 190-es évek – i. e. 180-as évek – i. e. 170-es évek – i. e. 160-as évek – i. e. 150-es évek
Évek: i. e. 209 – i. e. 208 – i. e. 207 – i. e. 206 – i. e. 205 – i. e. 204 – i. e. 203 – i. e. 202 – i. e. 201 – i. e. 200